# George Gray (luchador)
George Gray (12 de febrero de 1960) es un luchador profesional estadounidense más conocido como One Man Gang y Akeem "the African Dream".

## Carrera

### Inicios
Gray, es un nativo de Spartanburg, Carolina del Sur, que creció en las cercanías de Arcadia, Carolina del Sur, entrenado desde hace mucho tiempo por el luchador independiente y promotor Chief Jay Eagle (Jerry Bragg) y Darren "Rattlesnake" Westbrooks. Gray comenzó su carrera a la edad de 17, en el circuito de lucha libre indie de Carolina con su nombre real y como "Crusher Gray". Luego se trasladó al circuito independiente de Kentucky / Tennessee (incluyendo la International Championship Wrestling, una promoción con sede en Lexington,Kentucky dirigido por Angelo Poffo) bajo el nombre de Crusher Broomfield (Gray entró como parte de un paquete junto con Bragg, Westbrooks, y Ric Starr).

### World Wrestling Federation (1987-1990)
Gray hizo su debut en la WWF el 12 de mayo de 1987, siendo dirigido por Slick, en un combate contra Jesse Cortez. En septiembre de 1988, el mánager de One Man Gang, Slick, anunció que Gang había renacido como africano y planeaba abrazar sus raíces. Un episodio de WWF Superstars , que se emitió el 24 de septiembre de 1988, presentaba una viñeta con Gene Okerlund en un gueto estadounidense apodado "Las partes más oscuras y profundas de África", donde bailarines vestidos como africanos tribales bailaban y cantaban alrededor de un fuego; Slick luego anunció que Gang sería conocido por su nuevo nombre, "Akeem, the African Dream", aunque Okerlund inmediatamente lo llamó One Man Gang. Esta viñeta recibió algunas críticas, ya que el caucásico "Akeem" hizo una promoción en la que habló con un acento negro "jive" extremadamente estereotipado y bailó al estilo de Dusty Rhodes mientras se llevaba a cabo un ritual africano de fondo.
Gray dejó la Federación Mundial de Lucha Libre en octubre de 1990 debido a que su papel en la empresa se desvanecía en ese momento. Lo habían anunciado para ser parte del equipo de Slaughter en Survivor Series de 1990, junto al Orient Express. Debido a su partida, fue reemplazado por Boris Zhukov,  (antiguo enemigo de Slaughter en AWA y excompañero de Cobra Corps en JCP como el soldado Jim Nelson).

## Campeonatos y logros
- Championship Wrestling from Florida

- NWA Brass Knuckles Championship (Florida version) (1 vez)
- NWA United States Tag Team Championship (Florida version) (1 vez) - con Ron Bass

- i-Generation Superstars of Wrestling

- i-Generation Wrestling Australasian Championship (2 veces)

- Mid-Atlantic Championship Wrestling / World Championship Wrestling

- NWA Mid-Atlantic Tag Team Championship (1 vez) - con Kelly Kiniski
- WCW United States Heavyweight Championship (1 vez)

- Pro Wrestling Illustrated

- Situado en el N°312 en los PWI 500 de 2003.

- Universal Wrestling Federation

- UWF World Heavyweight Championship (1 vez)

- World Class Championship Wrestling

- NWA World Six-Man Tag Team Championship (Texas version) (1 vez) - con Killer Tim Brooks y Mark Lewin

- World Wrestling Council

- WWC Hardcore Championship (2 veces)